# 1,3-Dimethylbutylamin
1,3-Dimethylbutylamin (auch: DMBA) ist eine organische Verbindung aus der Gruppe der aliphatischen Amine. Die Verbindung ist mit Methylhexanamin (DMAA) verwandt.

## Darstellung
Nach Umsetzen von 4-Methyl-2-pentanon mit Ammoniumformiat mittels eines Pd/C-Katalysators kann die Verbindung in hohen Ausbeuten erhalten werden.
Die chirale Darstellung der Verbindung kann enzymatisch erfolgen.

## Eigenschaften
Die Verbindung wurde unter Handelsnamen wie 4-AMP oder Pentergy in Nahrungsergänzungsmitteln zur Leistungssteigerung sowie in Diätprodukten vermarktet. Weiterhin wurden Präparate vertrieben, welche eine Steigerung der mentalen Fähigkeiten beworben hatten. Nachdem im Oktober 2014 in den Niederlanden Fälle mit unerwünschten Nebenwirkungen wie Unruhe oder Bewegungsdrang nach Einnahme DMBA-haltiger Präparate auftraten, gab das BVL im November 2014 in einer Stellungnahme bekannt, dass Präparate, welche die Verbindung enthalten, nicht verkehrsfähig sind. Nach Ansicht des Bundesamtes ist eine Zulassung als neuartiges Lebensmittel für DMBA enthaltende Präparate notwendig, welche zurzeit (2019) nicht vorliegt. Infolgedessen wurde DMBA-haltige Präparate vom europäischen Markt genommen.
Klinische Studien am Menschen existieren zu dieser Substanz nicht.
Hersteller von Nahrungsergänzungsmitteln geben oftmals als natürliche Herkunft der Substanz die Blätter des Teestrauchs an. Mehrere Studien konnten jedoch mittels chromatographischer Methoden wie UHPLC, HPTLC oder chiraler GC-MS nachweisen, dass die Verbindung nicht in diesen vorkommt. Die Substanz wird ähnlich wie DMAA wegen seiner stimulierenden Wirkung als Dopingmittel missbraucht.